# 烏克蘭地中海航空4230號班機空難
40°48′24.77″N 39°39′21.86″E / 40.8068806°N 39.6560722°E
烏克蘭地中海航空4230號班機空難是烏克蘭地中海航空一班的來回瑪納斯國際機場至薩拉戈薩機場定期航班，2003年5月26日，一架雅克-42客機墜毀於馬奇卡 ，機上有75名乘客遇難。